# Mathieu de Lesseps
Pour les articles homonymes, voir Lesseps.
Mathieu Maximilien Prosper de Lesseps (Hambourg 4 mars 1774 - Tunis 28 décembre 1832) est un diplomate et haut fonctionnaire français.

## Biographie
Le 21 mai 1801, il épouse à Malaga Catherine de Grevigné y Gallegos (1730–1823), grand-tante de l’impératrice Eugénie de Montijo. Il est le père de Ferdinand et de Jules de Lesseps.
Il est d'abord consul de France au Maroc. Il rejoint l'armée d'Égypte en 1800 en tant que commissaire des relations commerciales. Il est ensuite nommé commissaire général à Livourne (où il fonde la loge maçonnique Napoléon, à l'obédience du Grand Orient de France) puis commissaire impérial à Corfou de mai 1810 à juin 1814, sous Donzelot. 
Durant les Cent-Jours, il est brièvement préfet du Cantal du 6 au 15 avril 1815, avant d'être nommé commissaire extraordinaire provisoire dans la 19e division militaire, 16 mai 1815. Après Waterloo, il est remplacé le 14 juillet.
Le 16 septembre 1819, il est nommé consul-général à Philadelphie ; le 1er mai 1821, il est nommé à Alep en Syrie ; enfin, le 3 août 1827, il est nommé à Tunis, où il décède. Il est inhumé à Tunis avant d'être déplacé à Carthage.

## Distinctions
Mathieu de Lesseps est fait chevalier de l'ordre royal de la Légion d'honneur en 1818, promu au grade d'officier dans l'ordre le 1er mai 1821 puis fait officier de l'ordre le 19 février 2022.